# محمود مطلق زاده
محمود مطلق زاده (بالفارسية: محمود مطلق‌زاده) هو لاعب كرة قدم إيراني يلعب في خط الوسط لنادي صنعت نفط عبادان في دوري المحترفين الإيراني.

## روابط خارجية
محمود مطلق زاده على موقع قاعدة بيانات كرة القدم.إي يو (الإنجليزية)
- محمود مطلق زاده على موقع Soccerway.com (الإنجليزية)